# Editrice Cenisio
L'Editrice Cenisio è stata una casa editrice italiana di fumetti attiva tra gli anni sessanta e novanta e licenziataria per l'Italia delle storie a fumetti di produzione americana pubblicate dalla Western Publishing; esordì nel 1960 e per oltre trent'anni si specializzò nella pubblicazione in Italia di serie a fumetti realizzate negli USA e tratte da serie televisive animate come quelle prodotte dalla Warner Bros., incentrata sui personaggi della serie Looney Tunes, e dalla Metro-Goldwyn-Mayer come Tom e Jerry o dagli studi Hanna-Barbera come Gli antenati, oltre ad altri iconici personaggi dei fumetti e dell'animazione americana come Tarzan o La Pantera Rosa; fu la prima casa editrice a indicare sugli albi il riferimento alla storia originale.

## Storia
Nel 1960, sul successo della serie televisiva Le avventure di Rin Tin Tin, esordì la serie a fumetti Rin Tin Tin & Rusty che inizialmente pubblicava storie a fumetti tratte dall'omonimo comic book americano e poi quelle realizzate appositamente da autori italiani per la testata. La serie verrà pubblicata per quasi venti anni. Nei primi anni sessanta pubblicò le avventure di due personaggi di Luciano Bottaro e Carlo Chendi, Whisky & Gogo.
Nel 1960 subentrò alla Periodici Bunny acquisendone i diritti che dal 1957 gli aveva permesso di pubblicare serie a fumetti incentrate sui personaggi della serie televisiva animata dei Looney Tunes della Warner, prodotte negli Stati Uniti d'America dalla Western Publishing; a seguito di ciò pubblicherà molte serie incentrate su personaggi come Bugs Bunny, Silvestro e molti altri; nel 1962 esordì Bug's Bunny presenta Silvestro, che prese il posto di Bunny, una precedente pubblicazione edita dalla Periodici Bunny; la nuova edizione verrà pubblicata fino al 1981. Contemporaneamente pubblicò altre serie ispirate ad altre serie televisive animate della Metro-Goldwyn-Mayer, sempre precedentemente pubblicate dalla Periodici Bunny, come Tom & Jerry.
Pubblicò nel 1964 le serie a fumetti tratte dalla serie televisiva Bonanza.
Nel 1968 esordisce, dopo oltre venti anni di assenza in Italia, una testata dedicata a Tarzan, prima serie a fumetti dedicata al personaggio omonimo, con storie tratte dai comic book editi negli USA della Gold Key/Western e successivamente anche storie di produzione europea; la serie verrà pubblicata fino al 1980, affiancata da numerose serie parallele con storie del personaggio.
Nel 1975 acquisì dalla DC Comics i diritti per la pubblicazione delle serie a fumetti di supereroi, precedentemente detenuti dalla Williams, pubblicando nel 1976 due collane dedicate a Superman e a Batman, pubblicate fino agli anni ottanta, cui seguirono nel 1978 quelle dedicate a Flash, nel 1979 quelle dedicate alla Legione dei Supereroi e al Sergente Rock, e a Wonder Woman nel 1980; quest'ultime ebbero però vita breve interrompendosi, tranne Superman, fra il 1980 e il 1981.
Pubblicò le serie a fumetti tratte dalla serie televisiva Attenti a quei due dal 1975 al 1977.
Nel 1975 esordì la serie La Pantera Rosa, dedicata all'omonimo personaggio, che venne edita fini al 1992 per 188 numeri. Nel 1978 venne ripresa la testata Bunny, che venne edita fino al 1989 ripubblicando fumetti già editi nella prima edizione e nella serie Silvestro.
Durante gli anni ottanta venne interrotta la pubblicazione delle collane della DC Comics (l'ultima collana DC a chiudere fu Superman, nel 1984, e i diritti delle serie della DC Comics passarono ad altri editori, come Rizzoli e la Play Press, mentre Tarzan non venne più pubblicato in Italia fino al 2003. Venne invece proseguita la pubblicazione delle sue collane umoristiche (principalmente quelle dedicate ai personaggi della Warner Bros. e Hanna e Barbera fino ai primi anni novanta.
Una delle ultime pubblicazioni fu Terrifik, una rivista antologica con fumetti di autori italiani e stranieri pubblicata per pochi numeri nel 1992.
La casa editrice chiuse nel 1992.